# Le avventure di Tom Bombadil
Le avventure di Tom Bombadil (titolo orig. The Adventures of Tom Bombadil) è una raccolta di poesie di J. R. R. Tolkien ambientate in Arda, l'universo immaginario fantasy da lui creato. Assieme a Lo Hobbit e Il Signore degli Anelli, è l'unico testo sulla Terra di Mezzo pubblicato da Tolkien in vita. L'edizione originale del libro conteneva illustrazioni di Pauline Baynes, in seguito sostituite da disegni di Roger Garland.

## Contenuto
L'opera contiene 16 poesie di Tolkien, presentate come se fossero state tradotte dal Libro Rosso dei Confini Occidentali, un vasto repertorio di leggende e gesta della Contea alla fine della Terza Era. Seppur mantenendo le caratteristiche di allegria e frivolezza tipiche della tradizione hobbit, egli sottolinea come abbiano anche subito l'influenza degli avvenimenti e dell'ampliamento degli orizzonti della Contea in seguito ai contatti con Gran Burrone e Gondor. Tolkien non dà una paternità sicura a tutte le opere, le attribuisce agli Hobbit e cita tra i possibili autori Bilbo Baggins e i suoi amici e discendenti.
Nelle Avventure di Tom Bombadil si trovano alcune informazioni sulla Terra di Mezzo non presenti nelle altre opere di Tolkien, per esempio i nomi dei sette fiumi di Gondor. È stato però anche osservato che tali poesie vengono riportate come appartenenti al folklore degli hobbit, quindi non è chiaro se le informazioni contenute possano essere considerate parte del canone tolkieniano. Delle sedici poesie contenute nel libro, solo due riguardano il personaggio di Tom Bombadil: la lotta contro il Vecchio Uomo Salice e l'incontro con la figlia del fiume Baccador.

## Riassunto delle poesie

### Le avventure di Tom Bombadil
La poesia viene fatta derivare dalla Terra di Buck e del Dingle (la valle boscosa del Sinuosalice), i cui abitanti, a differenza degli Hobbit che vivevano a ovest delle Paludi, conoscevano bene Tom Bombadil. L'autore la descrive come un'opera tratta dalla tradizione arcaica degli Hobbit, realizzata unendo varie versioni delle leggende dedicate al personaggio di Tom Bombadil.
La poesia si apre con la classica descrizione del personaggio, vestito con gli stivali gialli, la giacca blu, e cinture e brache in cuoio verde. Tom Bombadil vive nei pressi del colle vicino al Sinuosalice, e passa i suoi giorni immerso nella natura. Proprio nei pressi del fiume, dove trascorre molto tempo seduto, si ha l'incontro tra Bombadil e la figlia del fiume, Baccador, che afferrandolo per la barba lo butta dentro l'acqua. Dopo essere uscito dall'acqua, Tom manda via Baccador e si siede sulle radici del vecchio uomo salice per asciugarsi, ma questi infastidito lo intrappola nella sua corteccia. Ancora una volta Tom riesce a liberarsi e dopo aver mandato a dormire l'uomo salice, continua a passeggiare sulle rive del Sinuosalice dove viene investito da un acquazzone. Lo strano personaggio decide di rifugiarsi all'interno di un buco, dove viene sorpreso dal Tasso che lo trascina nelle gallerie dove vive con sua moglie e i suoi figli. Poiché il Tasso non sembra intenzionato a volerlo rilasciare, Bombadil lo intimorisce e gli ordina di portarlo all'uscita e di andare a dormire, proprio come a Baccador e al salice. L'ultimo incontro è quello tra Bombadil e lo Spettro dei Tumuli, che lo vuole portare con sé sottoterra nel cerchio di pietre. Anche questa volta Tom lo caccia via, e si mette finalmente a dormire nella sua casetta. La parte finale della poesia è dedicata alla "cattura" di Baccador, sorpresa mentre cantava fra i giunchi e al matrimonio fra lei e Tom, dopo il quale la figlia del fiume andrà a vivere nella casetta della foresta.

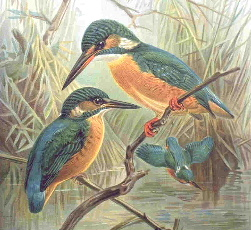
Una coppia di martin pescatore

### Bombadil va in barca
La poesia viene fatta derivare dalla Terra di Buck e del Dingle (la valle boscosa del Sinuosalice), i cui abitanti, a differenza degli Hobbit che vivevano a ovest delle Paludi, conoscevano Tom Bombadil. L'autore afferma che il componimento potrebbe essere molto più recente rispetto a Le avventure di Tom Bombadil, scritto dopo la visita di Frodo e i suoi compagni alla casa del protagonista.
Tom Bombadil è intenzionato a compiere un viaggio verso Occidente, perciò ripara la sua vecchia barca e si appresta a raggiungere le terre abitate dagli Hobbit, risalendo il Sinuosalice fino al Brandivino. Durante il viaggio Tom viene disturbato da diversi animali: il primo è uno scricciolo che vuole rivelare a tutti che Tom vuole partire; il secondo è un Martin pescatore, che chiede a Tom di rivelargli i suoi segreti sui nascondigli dei pesci; il terzo è una lontra, che vuole rovesciare la barca di Tom; l'ultimo animale è un cigno che non parla con Tom, ma soffia contro di lui arrogantemente. Bombadil, dopo aver risposto per le rime a ogni animale, giunge al porto di Grindwall dove incontra alcuni Hobbit che si dimostrano tutt'altro che amichevoli arrivando a tirargli tre frecce nel cappello. Tom infine giunge a Sirte, nella terra di Buck, dove incontra il vecchio Maggot che lo porta a casa sua, dove festeggiano fino alla mattina, con boccali di birra, balli e canti. Il mattino seguente Tom Bombadil sparisce senza lasciare traccia, e la sua barca, ormeggiata ancora nel porto di Grindewall viene riportata a casa dopo tre giorni dalle lontre, il cigno, lo scricciolo e il martin pescatore.

### Il cavaliere errante
Nella prefazione il componimento viene descritto come esempio di un genere molto apprezzato dagli Hobbit: una poesia la cui fine riprende l'inizio. Lo schema del pezzo è originale rispetto agli altri presenti nel Libro Rosso, seppur presentando qualche l'analogia con quella recitata da Bilbo nella casa di Elrond. La paternità dell'opera viene perciò attribuita a Bilbo e fatta risalire al periodo immediatamente successivo al ritorno dal suo viaggio. Secondo Tolkien le tradizioni elfiche non vengono prese sul serio dall'Hobbit e i nomi usati (Derrilyn, Thellamie, Belmarie, Aerie) pur avendo uno stile elfico, sono inventati.
Si tratta della storia di un marinaio e messaggero, che dopo aver caricato di provviste la gondola appena costruita attraversa i fiumi per compiere la sua missione. Durante il viaggio però incontra una farfalla e dopo averla catturata, le costruisce un palazzo di gigli e le dona sete e gioielli. La farfalla però sparpaglia i suoi doni e il marinaio, dopo un'amara lite, la lascia per continuare il suo viaggio saccheggiando e guerreggiando tra gli arcipelaghi. Dopo essersi costruito un'armatura d'avorio corallo e smeraldi, il marinaio riesce a sconfiggere gli elfi, le libellule e i calabroni, conquista il loro favo dorato e con una barca fatta di foglie e broccoli riesce a tornare a casa sua dove si ricorda di non aver ancora compiuto la sua missione: così la poesia può ricominciare.

### La principessa Me
La poesia viene fatta derivare dai marginalia del Libro Rosso, e descrive la storia della bella principessa Me, che ama danzare nei pressi di uno stagno dalle acque calme, dove vede riflessa la principessa Te, che le somiglia molto tranne per il fatto che è a testa in giù.

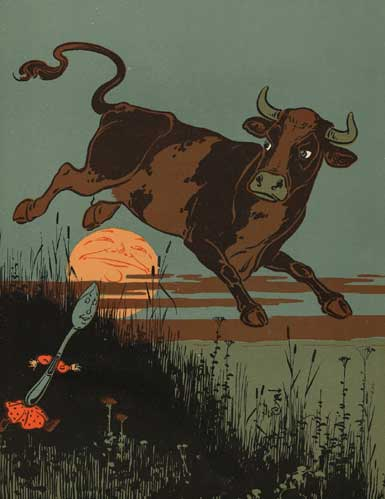
Illustrazione di W. W. Denslow della filastrocca Hey Diddle Diddle, 1902. A questa filastrocca si ispira L'Uomo della Luna andò a letto troppo tardi.

### L'Uomo della Luna andò a letto troppo tardi
Nella prefazione l'autore attribuisce la paternità della poesia a Bilbo, citando come fonte il Libro Rosso.
Il componimento tratta di una locanda situata sotto un vecchio colle e dei suoi avventori: l'uomo della luna, sceso dal cielo per assaggiare la birra; lo stalliere, proprietario di gatto capace di suonare il violino; l'oste che possiede un cane che adora le battute e gli scherzi; e un'orgogliosa mucca che non sembra gradire molto la musica. L'uomo della luna, si addormenta a causa della troppa birra bevuta, così lo stalliere, preoccupato perché sarebbe dovuto spuntare il sole, parla col suo gatto, che inizia a suonare il violino per farlo svegliare. Gli avventori infine portano l'uomo della luna su per la collina fino al suo carro trainato dai cavalli, che partono al galoppo appena in tempo per il sorgere del sole. La festa finisce e tutti possono andare a dormire.

### L'Uomo della Luna scese troppo presto
Sebbene sia posta accanto all'Uomo della luna di Bilbo, questa poesia viene fatta derivare da Gondor, precisamente dalle tradizioni degli uomini che vivevano lungo le coste e i fiumi a meridione, giunto a Bilbo attraverso Gran Burrone e rimaneggiato. Presenta l'influenza degli avvenimenti della Terza Era e menziona Belfalas (la baia ventosa di Bel), e la Torre sul Mare di Dol Amroth detta Tirith Aear, entrambi luoghi di Gondor.
L'uomo della luna, desideroso di avventura decide di fuggire in cerca di colori diversi dal bianco candido del paesaggio a cui era abituato. A causa della troppa fretta però il protagonista cade dalla scala che lo doveva condurre sulla terra e precipita nella baia di Bel, dove viene salvato da un peschereccio che lo porta alla Torre sul Mare. L'uomo lunare inizia a vagabondare tra le strade ancora addormentate e giunge a una locanda, dove viene fatto entrare in cambio di argento e perle. Il povero avventuriero si ritrova alla fine della sua spedizione vicino al fuoco della locanda a mangiare zuppa fredda avanzata da tre giorni.

### Il Troll di pietra
Nella prefazione l'autore attribuisce la paternità della poesia a Sam Gamgee, citando come fonte il Libro Rosso.
Un troll stava seduto rosicchiando un vecchio osso, desiderando carne fresca, quando arriva Tom a disturbarlo, che rivendica l'osso poiché appartenuto a suo padre. Il troll confessa di aver effettivamente rubato l'osso da uno scheletro sepolto e decide di mangiare Tom. Il piccolo personaggio però riesce ad arrivargli dietro e assestargli un calcio nel posteriore, non sapendo che la carne di troll è dura come la pietra. Infine, mentre Tom ha la gamba paralizzata dal dolore, il vecchio troll ignaro continua a rosicchiare il suo osso.

### Pierino il goloso
Nella prefazione Tolkien attribuisce la paternità della poesia a Sam Gangee, citando come fonte il Libro Rosso dove la poesia sarebbe contrassegnata come SG.
Un troll si lamenta della sua solitudine e decide di trovarsi un amico tra gli Hobbit, col quale condividere la sua passione per la cucina. Il protagonista parte per Delving, nella Contea, dove semina il panico tra gli abitanti. L'unico che non sembra aver paura del troll è Pierino, che acconsente a recarsi a casa sua per un te. Il troll si dimostra molto bravo ai fornelli e rimpinza Pierino fino alla sazietà, offrendosi di insegnargli a cucinare. Quando a Delving si sparge la voce, gli abitanti provano ad andare a casa del troll per il tè, ma questi li manda via, perché non lo avevano accolto bene in precedenza. Pierino rimane l'unico amico del troll, e si reca da lui per il tè e le lezioni di cucina ogni giovedì, diventando il pasticciere più famoso della Contea.

### I Mewlips
La poesia parla delle dimore dei Mewlips, abitanti di una valle oscura e tenebrosa, ricoperta dal fango. I Mewlips stanno in agguato in buie caverne dove catturano le persone per mangiarle.

#### Influenza culturale
Ai monti Merlock, nominati nella poesia, è intitolata la catena dei Merlock Montes su Titano.

### Olifante

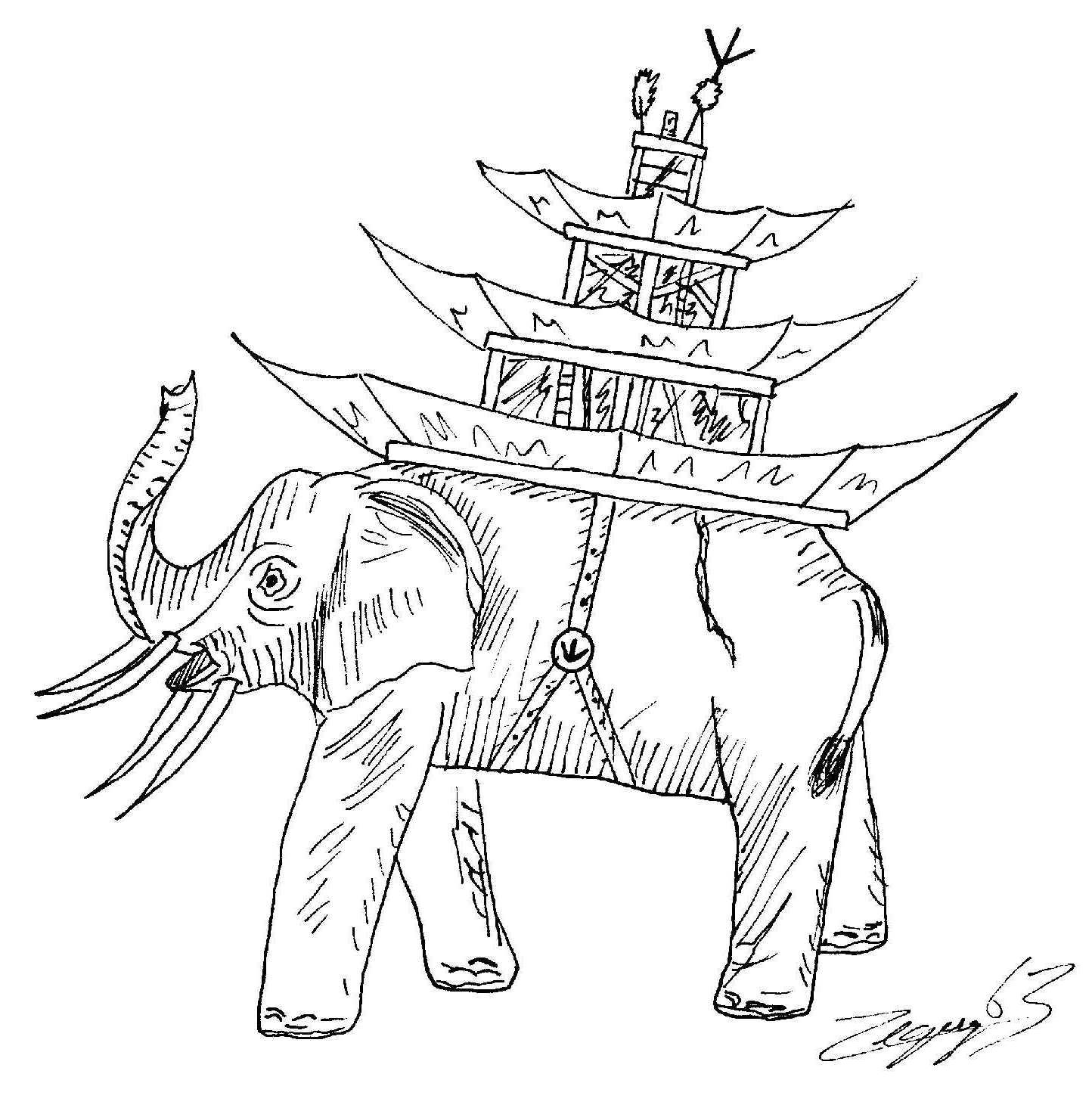
Un Mûmak o Olifante

La poesia viene recitata nel capitolo III libro IV de Il Signore degli Anelli da Sam, che la descrive come un pezzo facente parte della tradizione della Contea. Il breve testo è incentrato sulla descrizione degli olifanti, enormi pachidermi dell'universo di Arda. 

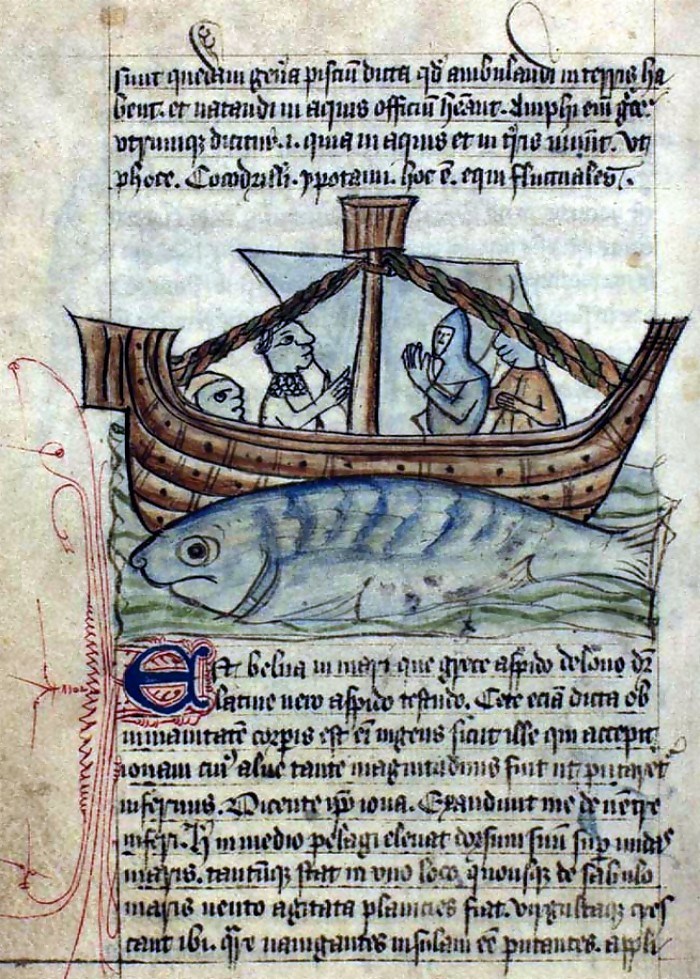
Illustrazione di un aspidochelone su un bestiario di inizio XV secolo conservato alla Danish Royal Library.

### Fastitocalone
Nella prefazione Tolkien fa derivare la poesia dai marginalia del Libro Rosso.
Il fastitocalone viene descritto come un'enorme tartaruga, che viene scambiata dai marinai incauti per un'isola. Non appena gli uomini attraccano sul suo dorso e iniziano a accendere fuochi essa si
rituffa in mare facendoli affogare.
Tolkien prende ispirazione dai bestiari medioevali, descrivendo una creatura fantastica simile all'aspidochelone. Tradizione vuole che l'animale sia simile a un grosso pesce, Tolkien descrive invece una tartaruga, attenendosi all'etimologia del termine, composto dalle parole greche aspis "serpente" o "scudo", e chelone "tartaruga".

### Il gatto
Nella prefazione l'autore sostiene che la poesia sia tratta da tradizionali bestiari comici degli Hobbit. Successivamente rimaneggiata da Sam, nel Libro Rosso viene firmata SG (Sam Gangee). 
Il gatto della poesia, sdraiato sullo zerbino, sogna i vecchi tempi nei quali era libero come il leone e il leopardo.

### La sposa dell'ombra
Nella prefazione l'autore fa derivare la poesia dai marginalia del Libro Rosso.
Si racconta la storia di un uomo che viveva solo, e stava sempre immobile seduto su una pietra, senza avere l'ombra. Una fanciulla fermandosi accanto all'uomo ruppe l'incantesimo. Da allora la fanciulla abita nelle profondità dalle quali esce solo una volta all'anno per danzare insieme all'uomo.

### Il tesoro
La poesia deriva dalla tradizione di Gran Burrone, elfica e númenoreana, riguardante i tempi eroici alla fine della Prima Era, essa infatti sembra contenere echi del racconto númenoreano di Túrin e del Nano Mim.
Prima della creazione dei nani e draghi, gli Elfi erano gli unici abitanti della terra, e forgiavano cristalli e gioielli per i loro re, finché un drago non discese su di loro rubando i loro tesori e ammassandoli in oscure grotte. Anche un vecchio nano subì poi la stessa sorte: dopo aver accumulato numerose ricchezze venne sorpreso dal giovane drago che dopo averlo incenerito lo derubò di tutti i suoi tesori. Il drago, ormai anziano e prossimo a spegnersi, subisce l'attacco di un giovane guerriero che riesce a finirlo e prende possesso del suo tesoro. Dopo essere diventato re, anche l'uomo invecchia, e il suo regno cade in rovina senza che il segreto del nascondiglio del tesoro venga rivelato.

### La campana del mare
Nella prefazione l'autore fa risalire la poesia agli hobbit, ma la definisce più recente ed appartiene alla Quarta Era. Il pezzo viene ugualmente incluso nella raccolta poiché portava il titolo "Il sogno di Frodo", non perché l'avesse scritta lui, ma più probabilmente perché veniva associata agli oscuri sogni disperati che tormentarono Frodo in marzo e in ottobre nel corso degli ultimi tre anni.
Un misterioso personaggio siede sulla spiaggia in attesa, e viene raggiunto da una barca che lo porta via fino a una terra lontana. Il protagonista comincia a vagare per quella terra lontana: attraversa la spiaggia, e poi giunge in un paesello lontano dal mare, ma nessuno gli rivolge la parola. Il viaggio si conclude in un bosco dove rimane nascosto per un anno e un giorno finché, ormai invecchiato, non ritorna alla barca che lo sta aspettando. Il finale è inquietante: il personaggio finisce il suo viaggio in un porto nero, dove le strade sono vuote e nessuno parla con lui.
Questo finale potrebbe anche significare che Frodo, dopo aver raggiunto Valinor, non ritrova la pace.

### L'ultima nave
La poesia viene fatta derivare da Gondor: basata sulle tradizioni degli uomini che vivevano lungo le coste e i fiumi, giunte a Bilbo attraverso Gran Burrone. Il pezzo presenta l'influenza degli avvenimenti della Terza Era e menziona i Sette Fiumi che scorrevano nel mare nel Regno del Sud e usa anche il nome gondoriano di forma alto-elfica Fíriel, cioè donna mortale inoltre dal porto del Mithlong erano salpate le navi dirette a occidente ai tempi della caduta di Eregion, nella Seconda Era.
Fíriel all'alba si precipita ai bordi del fiume dove scorge una barca trainata dai cigni e guidata da splendidi elfi, ai quali domanda dove son diretti. Gli elfi le spiegano che stanno abbandonando la Terra di Mezzo per tornare alla loro terra natale e le offrono un posto sulla nave. Fríel però rifiuta perché è figlia della terra, così gli elfi se ne vanno per non tornare mai più.

## Edizioni italiane
- Le avventure di Tom Bombadil, traduzione di Bianca Pitzorno e Maria Teresa Vignoli, Milano, Rusconi, settembre 1978, 1998.
- Le avventure di Tom Bombadil, traduzione di Isabella Murro e Vicky Alliata di Villafranca (ballate 5, 7 e 10), Prefazione dell'Autore, edizione bilingue, Milano, Rusconi, settembre 1999, ISBN 88-18-121-92-8.
- Le avventure di Tom Bombadil, traduzione di Isabella Murro e Vicky Alliata di Villafranca (ballate 5, 7 e 10), Milano, Bompiani, giugno 2000, ISBN ‎978-88-452-9043-5.